# 大叶勾儿茶
大叶勾儿茶（学名：Berchemia huana）为鼠李科勾儿茶属下的一个种。

## 扩展阅读
- 維基物種上的相關：大叶勾儿茶